# Gheorghe Leventi
Gheorghe Leventi (n. 24 noiembrie 1884 – d. 15 iunie 1968) a fost un general român care a luptat în cel de-al Doilea Război Mondial.
Deoarece la 6 iulie 1941 generalul Gheorghe Leventi, aflat la comanda Corpului 5 Armată, ordonase atacarea cazematelor inamice și nu manevrarea satului Țiganca, i s-a luat comanda, fiind înlocuit cu generalul Aurelian Son.
Generalul de divizie Gheorghe Leventi a fost trecut din oficiu în poziția de retragere pe 31 august 1941, prin aplicarea articolului 58, punctul i, din legea asupra înaintărilor în armata de uscat.

## Decorații
- Ordinul „Coroana României” în gradul de Mare Ofițer (8 iunie 1940)[4]

## Legături externe
- en  Generals.dk